# Natalie Hünig
Natalie Hünig (* 7. November 1974 in Trier) ist eine deutsche Schauspielerin.

## Leben
Natalie Hünig, die Tochter einer israelischen Mutter und eines deutschen Vaters, wuchs im Ruhrgebiet und im Allgäu auf. Ihre Karriere begann 1997 als Gastdarstellerin unter der Regie Armin Petras’ am Leipziger Schauspielhaus. Danach wurde sie festes Mitglied am Theater Nordhausen unter der Leitung von Christoph Nix und Armin Petras. Bis 2014 war sie vor allem in Ostdeutschland tätig, so u. a. in Leipzig, Jena und Dessau. Im Jahr 2015 wurde sie ans Theater Konstanz fest engagiert. Dieses Engagement endete 2017, als sie als festes Ensemblemitglied ans Staatstheater Augsburg wechselte. Darüber hinaus ist sie auch als Filmschauspielerin tätig.
Beim Nockherberg-Singspiel 2024 spielte sie die Nachtschwester, 2025 Saskia Esken; die Rolle war bereits 2020 bei der wegen der COVID-19-Pandemie abgesagten Aufführung für sie vorgesehen.

## Auszeichnungen
Natalie Hünig gewann den Preis als „Beste Schauspielerin“ bei den Braunschweiger Kurzfilmtagen und den Heidelberger Theatertagen und wurde 2019 „Schauspielerin des Jahres“ in Augsburg.

## Rollen (Auswahl)
- 2015–2015: Orpheus in der Unterwelt; Eurydike; Regie: Andrjej Woron; Theater Konstanz
- 2016–2016: Onkel Wanja, Jelena Andrejewna; Regie: Neil LaBute; Theater Konstanz
- 2015–2016: Faust I und II, Mephisto; Regie: Johanna Wehner; Theater Konstanz
- 2017–2017: Der gute Mensch von Sezuan; Shen Te/Shui Ta; Regie: Jo Fabian; Theater Konstanz
- 2017–2018: Terror; Staatsanwältin; Regie: Mark Zurmühle, Theater Konstanz
- 2017–2018: Martin Luther & Thomas Münzer oder Die Einführung der Buchhaltung; Regie Maik Priebe; Theater Augsburg
- 2018–2019: Baal; Baal; Regie: Mareike Mikat; Staatstheater Augsburg

## Filmografie
- 2008: SOKO Leipzig (Fernsehserie, 1 Folge)
- 2015: Sedwitz (6-teilige Miniserie)
- 2016: Non si ruba a casa dei ladri
- 2018: WaPo Bodensee (Fernsehserie, Folge: Straußenjagd)
- 2021: Katakomben (6-teilige Miniserie)
- 2021: Um Himmels Willen (Fernsehserie, Folge: Positiv)
- 2022: Sturm der Liebe (Fernsehserie, 17 Folgen)
- 2022: Dahoam is Dahoam (Fernsehserie, 1 Folge)